# El Oriente, Sayula de Alemán
El Oriente är en ort i Mexiko.   Den ligger i kommunen Sayula de Alemán och delstaten Veracruz, i den sydöstra delen av landet, 500 km öster om huvudstaden Mexico City. El Oriente ligger 56 meter över havet och antalet invånare är 195.
Terrängen runt El Oriente är platt. Runt El Oriente är det glesbefolkat, med 10 invånare per kvadratkilometer. Närmaste större samhälle är El Súchil, 14,5 km sydväst om El Oriente. Omgivningarna runt El Oriente är en mosaik av jordbruksmark och naturlig växtlighet.